# RebellComedy
RebellComedy ist ein deutsches Stand-up-Comedy-Ensemble. Es wurde 2007 von Usama Elyas und Babak Ghassim in Aachen gegründet. Alle Künstler der Gruppe haben einen Migrationshintergrund, der zwar Teil ihrer Auftritte, aber nach eigenen Angaben nicht deren zentraler Bestandteil ist.

## Geschichte
Usama Elyas und Babak Ghassim hatten bereits vor RebellComedy zusammen eine Firma um Kurzfilme zu drehen. Das erste Konzept für die Show entwickelte Usama für seine Diplomarbeit. Dem Konzept wurde von seinem damaligen Professor wenig Aussicht auf Erfolg zugebilligt. Trotzdem spielten die beiden weiterhin mit dem Gedanken ein eigenes Comedy-Ensemble auf die Beine zu stellen, da sie sich und ihr Umfeld nicht in der damaligen Comedy-Szene repräsentiert fühlten. 2007 entstand hieraus schließlich RebellComedy. Erste Mitstreiter wurden über einen Aufruf bei Facebook gesucht. Vorbild waren amerikanische Stand-up-Comedy-Shows, aber auch Künstler wie Cem Yılmaz.
Anfangs trat RebellComedy nur semiprofessionell auf Kleinstbühnen auf, jedoch gelang es der Gruppe schnell, die bis dahin schwer für Kulturangebote zu erreichende Gruppe der jungen Menschen mit Migrationshintergrund anzusprechen, die sich durch Künstler wie Kaya Yanar, Bülent Ceylan oder Fatih Çevikkollu nicht vertreten fühlten. Mittlerweile füllen sie auf bis zu zwei Touren im Jahr die großen Hallen der jeweiligen Städte.
Da die meisten der Künstler muslimischen Glaubens sind, wird auf den Touren auf Werbung für Alkohol oder Tabak verzichtet. Ziel ist es aber auch, vor allem junge Muslime zum Nachdenken anzuregen und sich mit vermeintlich unverzichtbaren Glaubensgrundsätzen auseinanderzusetzen. Zudem sollen radikale religiöse Positionen gezielt der Lächerlichkeit preisgegeben werden.

## Kritik
Am 7. März 2019 traten zwei Mitglieder der Gruppen bei einer rund einstündigen Veranstaltung vor 140 Häftlingen der JVA Bochum auf. Am 18. März 2019 kritisierte der Bund der Strafvollzugsbediensteten den Auftritt auf seiner Internetseite, da dieser seinen Informationen zufolge 6.000 Euro gekostet habe, was „viel zu viel“ sei und 42,85 Euro pro Person entspreche. In ähnlichen Fällen werde Künstlern nur eine Aufwandsentschädigung gezahlt. Nachdem der Kölner Stadtanzeiger den Vorgang aufgegriffen hatte, forderte das nordrhein-westfälische Justizministerium beim Leiter der JVA Bochum einen Bericht an. Ein Sprecher des Justizministeriums bezeichnete den gezahlten Betrag als „recht hoch und nicht angemessen“. Zuvor war die Gruppe bereits in der JVA Castrop-Rauxel sowie JVA Geldern aufgetreten.

## Mitglieder
- Ususmango (Usama Elyas)
- Babak Ghassim
- Khalid Bounouar
- Hany Siam
- Salim Samatou
- Benaissa Lamroubal
- Alain Frei
- DJ Wati (Kaveh Ghanawatian)

## Ehemalige Mitglieder
- Enissa Amani
- Özcan Coşar
- Choukri Gustmann
- PU (Puyan Yavari)

## Fernsehsendung
Bei ihrer Fernsehsendung werden dreißigminütige Zusammenschnitte ihrer Auftritte ausgestrahlt. Der WDR sendete zwischen 2014 und 2017 23 Folgen und Das Erste 2016 zwei Folgen.